# Hydrophylle de Virginie
Hydrophyllum virginianum
Espèce
L'Hydrophylle de Virginie, (Hydrophyllum virginianum) est une espèce de plantes de la famille des Hydrophyllaceae. Elle est présente au Québec.